# Нікольське (Арзамаський район)
Нікольське (рос. Никольское) — село в Арзамаському районі Нижньогородської області Російської Федерації.
Населення становить 383 особи. Входить до складу муніципального утворення Балахонихинська сільрада.

## Історія
Від 2009 року входить до складу муніципального утворення Балахонихинська сільрада.

## Населення
| 1999 | 2002 | 2009 | 2010 |
| ---- | ---- | ---- | ---- |
| 568  | ↘489 | ↘480 | ↘383 |